# محطة ألين كريك للطاقة النووية
محطة ألين كريك للطاقة النووية هي محطة للطاقة النووية مقترحة تقع في واليس بولاية تكساس، على بعد أقل من 50 ميلًا من الجهة الغربية لهيوستن.

## نبذة
أمرت شركة هيوستن للكهرباء والطاقة بالمحطة، التي تتكون من مفاعلات تعمل بواسطة الماء المغلي بقدرة 1150 ميجاوات في عام 1973.
واجهة المحطة معارضة من السكان والتي دعمتها جزئياً التغطية الصحفية مما سبب بوجود المشاكل في المحطات النووية الأخرى في جميع أنحاء البلاد إلى جلسات استماع علنية طويلة وإجراءات قضائية. في غضون ذلك تصاعدت تكاليف البناء وألغيت المحطة رسميا في عام 1982.